# كمال داود
كمال داود (مواليد 17 يونيو 1970 في مدينة ماسرة بولاية مستغانم)، هو كاتب وصحفي جزائري يكتب باللغة الفرنسية. فاز عام 2024 بجائزة غونكور الأدبية الفرنسية عن روايته “حوريات”، ليصبح بذلك أول جزائري ينال هذه الجائزة الرفيعة.

## ترجمة
هو ابن دركي، الوحيد في العائلة الذي تابع الدراسة، بعد دراسته في الرياضيات، درس الأدب في الجامعة، مطلق وأب لطفلين. كتابته بالفرنسية.
هو يبرر كتابته بالفرنسية وعزوفه عن العربية كون " اللغة العربية مفخخة بالمقدس، بالإيديولوجيات المهيمنة. دللنا، سيسنا، قيدنا بالإيديولوجية هذه اللغة"

## مؤلفات وجوائز
- راينا رايكم، نشرته دار الغرب، بوهران، 2002 (مجموعة مقالات نشرت سابقا في جريدة le Quotidien d'Oran).[18]
- La Fable du Nain, نشرته دار الغرب، بوهران, 2003 (سرد).[18]
- Ô Pharaon, نشرته دار الغرب، بوهران، 2005.
- L'Arabe et le vaste pays de ô... (nouvelles[16]), دار البرزخ الجزائر العاصمة 2008.[19]
- La Préface du Nègre, دار البرزخ الجزائر العاصمة, 2008 (مجموعة قصصية).[20]
- Minotaure 504 (مجموعة قصصية), Sabine Wespieser, باريس 2011, (ردمك 978-2848050980)[20][21]
- ميرسولت, تحقيق مضاد [الفرنسية] (رواية), دار البرزخ الجزائر العاصمة 2013 (ردمك 978-9931325567) و Actes Sud 2014 (ردمك 978-2330033729) مستوحاة من رواية الغريب لألبير كامو.[22]

جائزة François-Mauriac 2014.
جائزة cinq continents de la Francophonie 2014.
جائزة Goncourt du premier roman 2015

## روابط خارجية
- كمال داود على موقع IMDb (الإنجليزية)
- كمال داود على موقع الموسوعة البريطانية (الإنجليزية)